# 清水邦夫
清水 邦夫（しみず くにお、1936年（昭和11年）11月17日 - 2021年（令和3年）4月15日 ）は、日本の劇作家、演出家。演劇企画グループ「木冬社」代表。妻は女優の松本典子。
新潟県新井市（現・妙高市）出身。新潟県立高田高等学校を経て早稲田大学第一文学部演劇科卒業。

## 来歴
早稲田大学在学中に初戯曲『署名人』を発表し、注目を浴びる。1960年早稲田大学卒業後、岩波映画に入社するが1965年に退社。劇作家として劇団「青俳」などに戯曲を提供する。 
東京・新宿のアートシアター新宿文化劇場を拠点に、演出家・蜷川幸雄とコンビを組み、一時代を画した。1968年に蜷川と現代人劇場を結成。1969年の『真情あふるる軽薄さ』（蜷川幸雄演出）が反響を呼び、蜷川らと結成した劇結社「櫻社」が解散する（1974年）まで、蜷川とコンビを組み、反体制的な若者を描いた作品で人気を集める。
9年のブランクを経て、1982年から蜷川との共同作業が復活。『タンゴ・冬の終わりに』では、ロンドン・ウェストエンドでイギリス人キャストによる上演を行った。
1976年、松本典子らと共に演劇企画グループ「木冬社」を旗揚げ。自作の演出も数多く手がける。その他、俳優座、民藝、文学座などに戯曲を提供する一方で映画やテレビドラマ、ラジオドラマの脚本、小説の執筆活動も行う。
1994年 - 2007年、多摩美術大学造形表現学部映像演劇学科教授教授を務めた。
2001年11月をもって「木冬社」は結成25年で解散。その後、東京・大山のサイスタジオで続けてきた小規模なプロデュース公演を継続した。2006年3月でサイスタジオの公演も終了。下記の研究で清水と木冬社の長年の活動がつかめる。
2021年4月15日12時46分、老衰のため死去。84歳没。

## 受賞・栄典
- 1958年：テアトロ演劇賞、早稲田演劇賞「署名人」
- 1974年：第18回岸田國士戯曲賞「ぼくらが非情の大河をくだる時」
- 1976年：紀伊國屋演劇賞個人賞「夜よ、おれを叫びと逆毛で充す青春の夜よ」
- 1980年：芸術選奨新人賞（「戯曲冒険小説」）、泉鏡花文学賞（「わが魂は輝く水なり」）、テアトロ演劇賞「あの、愛の一群たち」
- 1983年：読売文学賞『エレジー』
- 1987年：第98回芥川賞候補「BARBER・ニューはま」
- 1988年：第100回芥川賞候補「月潟鎌を買いにいく旅」
- 1990年：第103回芥川賞候補「風鳥」
- 1990年：テアトロ演劇賞、芸術選奨文部大臣賞「弟よ－姉、乙女から坂本龍馬への伝言」
- 1993年：芸術選奨文部大臣賞「華やかな川、囚われの心」
- 1994年：紀伊國屋演劇賞団体賞 木冬社
- 2002年：紫綬褒章
- 2008年：旭日小綬章

## 作品集
刊行作品
- 『花のさかりに…　清水邦夫戯曲集』 テアトロ 1986年
- 『清水邦夫全仕事』全4冊、河出書房新社、1992年。1958年～1991年の作品
- 『清水邦夫全仕事 1992～2000』河出書房新社、2000年
- 『清水邦夫 Ⅰ・Ⅱ』ハヤカワ演劇文庫、2009年

Ⅰ 署名人／ぼくらは生れ変わった木の葉のように／楽屋
Ⅱ 雨の夏、三十人のジュリエットが還ってきた／エレジー

### 評論集
- 清水邦夫演劇的エッセイ（全3巻、レクラム社、1975-82年）
- 月潟村柳書（白水社、1985年）
- ステージ・ドアの外はなつかしい迷路（早川書房、1994年）

### 研究書
- 『清水邦夫の世界』白水社、1982年
- 井上理惠『清水邦夫の華麗なる劇世界』社会評論社、2020年

巻末に、清水戯曲の発表年・初演一覧。ISBN 978-4784511501

## 主な劇作作品
- 署名人（1958年）
- 朝に死す（1958年）
- 明日そこに花を挿そうよ（1959年）
- 逆光線ゲーム（1962年）
- 真情あふるる軽薄さ（1968年）
- 狂人なおもて往生をとぐ（1969年）
- ぼくらが非情の大河をくだる時（1972年）
- 泣かないのか?泣かないのか一九七三年のために?（1973年）
- 幻に心もそぞろ狂おしのわれら将門（1975年）
- 夜よおれを叫びと逆毛で充す青春の夜よ（1976年）
- 楽屋（1977年） ※累計上演回数が日本一である
- 火のようにさみしい姉がいて（1978年）
- 戯曲冒険小説（1979年）
- わが魂は輝く水なり（1980年）
- あの、愛の一群たち（1980年）
- 雨の夏、三十人のジュリエットが還ってきた（1982年）
- エレジー 父の夢は舞う（1983年）
- タンゴ・冬の終わりに（1984年）
- 救いの猫ロリータはいま…（1985年）
- 血の婚礼（1986年）
- 夢去りて、オルフェ（1986年）
- 弟よ（1990年）
- 哄笑（1991年）
- 冬の馬（1992年）
- わが夢にみた青春の友（1995年）
- 愛の森（1995年）
- リターン（1998年）
- 恋する人々（2000年）
- 破れた魂に侵入（2001年）

### 小説
- BARBER・ニューはま（1987年）

「冬の少年」講談社、1990年。他は「暮市」
- 月潟鎌を買いにいく旅（1988年）
- 風鳥（1990年）

「風鳥」文藝春秋、1993年。上記2作と「魚津埋没林」
- 華やかな川、囚われの心（1991年）、のち 講談社、1992年。他は「力女伝」
- 馬の屍体が流れる川（1994年）、単行本未収録

### 映画脚本
- 充たされた生活（1962年、松竹）
- 彼女と彼（1963年、ATG）
- ブワナ・トシの歌（1965年、東宝）
- 魚群アフリカを行く（1966年、東宝）
- 北穂高絶唱（1968年、東宝）
- 祇園祭（1968年、東宝）
- あらかじめ失われた恋人たちよ（1971年、ATG）※田原総一朗と共同で脚本・監督
- 竜馬暗殺（1974年、ATG）
- 幸福号出帆（1980年、東映セントラルフィルム）
- 悪霊島（1981年、角川映画）

### テレビドラマ
- お気に召すまま 第3回「天才の秘密」（1962年、NET）
- お気に召すまま 第17回「ヒッチ・ハイク」（1962年、NET）
- 銀行8時劇場『青い糧』（1963年、NET）
- 創作劇場『いもがゆ栄華』（1964年、NHK教育）
- シオノギテレビ劇場『有馬稲子アワー 通夜の客』（1964年、フジテレビ）
- シオノギテレビ劇場『有馬稲子アワー 喪われた街』（1965年、フジテレビ）
- シオノギテレビ劇場『あの人は帰ってこなかった 第一部・屋根』（1965年、フジテレビ）
- 若者たち（1966年、NHK）
- 泣いてたまるか「豚とマラソン」（1966年、TBS）
- 日産スター劇場『誰かがあなたを待っている』（1967年、日本テレビ）
- 泣いてたまるか「禁じられた遊び」（1968年、TBS）
- 緊急出社（1969年、NHK）
- 銀河ドラマ『孔雀の道』（1970年、NHK）
- おんなの劇場『霧氷の影』（1970年、フジテレビ）
- Yの悲劇（1970年、フジテレビ）
- 冬物語（1972年 - 1973年、日本テレビ）
- 二丁目の未亡人は、やせダンプといわれる凄い子連れママ（1976年、日本テレビ）
- 秋日記（1977年、日本テレビ）
- くれない心中（1978年 - 1979年、東海テレビ）
- ちょっとマイウェイ（1979年 - 1980年、日本テレビ）
- 木曜ゴールデンドラマ『青年 さらば愛しき日々よ!』（1981年、日本テレビ）
- 火曜サスペンス劇場『さよならも言わずに消えた!』（1981年、日本テレビ）
- 水の女 その愛はエーゲ海に殺意を招く!（1990年、テレビ朝日）
- 欅の家（1993年、NHK）
- ゼロの焦点（1994年、NHK-BS2）

### ラジオドラマ
- かけがえのない日々（1969年、TBSラジオ）
- 文芸劇場『行きずりの人たちよ』（1974年、NHK-FM）
- 洞爺丸はなぜ沈んだか（1981年、TBSラジオ）
- FMシアター『海へ…』（1999年、NHK-FM）